# جون جوردن
جون جوردن (7 فبراير 1932 - ) (بالإنجليزية: John Jordan)‏ هو لاعب كريكت بريطاني.